# ISO 3166-2:ML

Regionen in Mali

Die Liste der ISO-3166-2-Codes für  Mali enthält die Codes für die 10 Regionen und den Hauptstadtdistrikt.

Die Codes bestehen aus zwei Teilen, die durch einen Bindestrich voneinander getrennt sind. Der erste Teil gibt den Landescode gemäß ISO 3166-1 (für  Mali ML), der zweite den Code für die Region wieder.
Die aktuellen Codes stehen auf der Seite der ISO unter #iso:code:3166:ML zur Verfügung.

| Region     | Code   |
| ---------- | ------ |
| Bamako (H) | ML-BKO |
| Gao        | ML-7   |
| Kayes      | ML-1   |
| Kidal      | ML-8   |
| Koulikoro  | ML-2   |
| Ménaka     | ML-9   |
| Mopti      | ML-5   |
| Ségou      | ML-4   |
| Sikasso    | ML-3   |
| Taoudénit  | ML-10  |
| Timbuktu   | ML-6   |